# Broye (flod)
För distriktet, se Broye.
Broye är en 79 kilometer lång flod i kantonerna Vaud och Fribourg i Schweiz.

## Namnet
Floden är känd sedan år 1155 som Brodiam. 
Uttalet har många varianter: på franska heter det [bʀwa]. På lokalt patois: Brouye (fil) och på tyska ˈbro(ː)jə.

## Sträckning och tillflöden
Broye rinner upp i kommunen Semsales, sydväst om Bulle i Fribourgs föralper. Den flyter 8 kilometer med huvudriktningen sydväst men kröker vid Tatroz mot norr och genomflyter orterna Palézieux, Moudon och Payerne. Den genomflyter Murtensjön och mynnar i Neuchatelsjön nordost om Cudrefin.
Förbindelsen mellan Murtensjön och Neuchatelsjön är segelbar.

## Hydrologi
Vid högvatten i Neuchatelsjön kan vatten ibland flyta "uppför" Broye till Murtensjön. Mätstationen i Sugiez, strax nedanför Murtensjön, har ett avrinningsområde om 697 km². Under tiden 1984 till 2013 var medelflödet 11.1 m³/s och mätrekorden 159 m³/s (från Murtensjön) och 27.9 m³/s (mot Murtensjön).
Loppet nedanför Payerne har ofta översvämmats. Sedan 1853 genomfördes flera kanalisationer.